# Cantonul Beaucaire
Cantonul Beaucaire este un canton din arondismentul Nîmes, departamentul Gard, regiunea Languedoc-Roussillon, Franța.

## Comune
- Beaucaire (reședință)
- Bellegarde
- Fourques
- Jonquières-Saint-Vincent
- Vallabrègues